# Base64

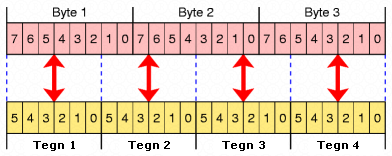
Diagrama de codificação Base64

Base64 é um método para codificação de dados para transferência na Internet (codificação MIME para transferência de conteúdo). É utilizado frequentemente para transmitir dados binários por meios de transmissão que lidam apenas com texto, como por exemplo para enviar arquivos anexos por e-mail.
É constituído por 64 caracteres ([A-Z],[a-z],[0-9], "/" e "+") que deram origem ao seu nome. O carácter "=" é utilizado como um sufixo especial e a especificação original (RFC 989) definiu que o símbolo "*" pode ser utilizado para delimitar dados convertidos, mas não criptografados, dentro de um stream.
Exemplo de codificação:
- Texto original: Olá, mundo!
- Texto convertido para Base64: T2zDoSwgbXVuZG8h

A codificação Base64 é frequentemente utilizada quando existe uma necessidade de transferência e armazenamento de dados binários para um dispositivo designado para trabalhar com dados textuais. Esta codificação é amplamente utilizada por aplicações em conjunto com a linguagem de marcação XML, possibilitando o armazenamento de dados binários em forma de texto.

## Exemplo
Um fragmento de Leviathan, de Thomas Hobbes, (note a existência de espaços entre as palavras):
```
Man is distinguished, not only by his reason, but by this singular passion from
other animals, which is a lust of the mind, that by a perseverance of delight
in the continued and indefatigable generation of knowledge, exceeds the short
vehemence of any carnal pleasure.
```

Sua representação em caracteres ASCII codificados no formato Base64 MIME:
```
TWFuIGlzIGRpc3Rpbmd1aXNoZWQsIG5vdCBvbmx5IGJ5IGhpcyByZWFzb24sIGJ1dCBieSB0aGlz
IHNpbmd1bGFyIHBhc3Npb24gZnJvbSBvdGhlciBhbmltYWxzLCB3aGljaCBpcyBhIGx1c3Qgb2Yg
dGhlIG1pbmQsIHRoYXQgYnkgYSBwZXJzZXZlcmFuY2Ugb2YgZGVsaWdodCBpbiB0aGUgY29udGlu
dWVkIGFuZCBpbmRlZmF0aWdhYmxlIGdlbmVyYXRpb24gb2Yga25vd2xlZGdlLCBleGNlZWRzIHRo
ZSBzaG9ydCB2ZWhlbWVuY2Ugb2YgYW55IGNhcm5hbCBwbGVhc3VyZS4=
```

No fragmento acima, o equivalente em Base64 de Man é TWFu. Codificados em ASCII, os caracteres M, a, e n são armazenados como bytes com valores 77, 97, e 110, cujos valores binários são 01001101, 01100001, e 01101110. Estes 3 valores são concatenados formando um valor de 24 bits, produzindo 010011010110000101101110. Grupos de 6 bits (6 bits formam um máximo de 26 = 64 valores binários diferentes) são separados da esquerda para a direita (neste caso, há 4 conjuntos nos 24 bits) e convertidos em seus valores correspondentes em Base64.
| Texto                        | M         | M         | M         | M         | M         | M         | M         | M         | a         | a         | a         | a         | a         | a         | a         | a         | n          | n          | n          | n          | n          | n          | n          | n          |
| ASCII                        | 77 (0x4d) | 77 (0x4d) | 77 (0x4d) | 77 (0x4d) | 77 (0x4d) | 77 (0x4d) | 77 (0x4d) | 77 (0x4d) | 97 (0x61) | 97 (0x61) | 97 (0x61) | 97 (0x61) | 97 (0x61) | 97 (0x61) | 97 (0x61) | 97 (0x61) | 110 (0x6e) | 110 (0x6e) | 110 (0x6e) | 110 (0x6e) | 110 (0x6e) | 110 (0x6e) | 110 (0x6e) | 110 (0x6e) |
| Binário                      | 0         | 1         | 0         | 0         | 1         | 1         | 0         | 1         | 0         | 1         | 1         | 0         | 0         | 0         | 0         | 1         | 0          | 1          | 1          | 0          | 1          | 1          | 1          | 0          |
| Valor correspondente (index) | 19        | 19        | 19        | 19        | 19        | 19        | 22        | 22        | 22        | 22        | 22        | 22        | 5         | 5         | 5         | 5         | 5          | 5          | 46         | 46         | 46         | 46         | 46         | 46         |
| Codificado em base64         | T         | T         | T         | T         | T         | T         | W         | W         | W         | W         | W         | W         | F         | F         | F         | F         | F          | F          | u          | u          | u          | u          | u          | u          |

Como ilustrado neste exemplo, três octetos são representados em Base64 como quatro caracteres.
A tabela de equivalência entre valores correspondentes (index) e os caracteres utilizados para codificação:
| Valor | Caractere |
| ----- | --------- |
| 0     | A         |
| 1     | B         |
| 2     | C         |
| 3     | D         |
| 4     | E         |
| 5     | F         |
| 6     | G         |
| 7     | H         |
| 8     | I         |
| 9     | J         |
| 10    | K         |
| 11    | L         |
| 12    | M         |
| 13    | N         |
| 14    | O         |
| 15    | P         |

| Valor | Caractere |
| ----- | --------- |
| 16    | Q         |
| 17    | R         |
| 18    | S         |
| 19    | T         |
| 20    | U         |
| 21    | V         |
| 22    | W         |
| 23    | X         |
| 24    | Y         |
| 25    | Z         |
| 26    | a         |
| 27    | b         |
| 28    | c         |
| 29    | d         |
| 30    | e         |
| 31    | f         |

| Valor | Caractere |
| ----- | --------- |
| 32    | g         |
| 33    | h         |
| 34    | i         |
| 35    | j         |
| 36    | k         |
| 37    | l         |
| 38    | m         |
| 39    | n         |
| 40    | o         |
| 41    | p         |
| 42    | q         |
| 43    | r         |
| 44    | s         |
| 45    | t         |
| 46    | u         |
| 47    | v         |

| Valor | Caractere |
| ----- | --------- |
| 48    | w         |
| 49    | x         |
| 50    | y         |
| 51    | z         |
| 52    | 0         |
| 53    | 1         |
| 54    | 2         |
| 55    | 3         |
| 56    | 4         |
| 57    | 5         |
| 58    | 6         |
| 59    | 7         |
| 60    | 8         |
| 61    | 9         |
| 62    | +         |
| 63    | /         |

Quando o número de bytes a ser convertido não for divisível por três (se houver somente um ou dois bytes para compor o último bloco de 24 bits), o seguinte algoritmo é aplicado:
Adiciona-se o número necessário de bytes com valor zero para que haja 3 bytes. Assim, o bloco fica completo e a conversão é feita normalmente. Se houver somente um byte de entrada significativo, somente os dois primeiros dígitos codificados em base64 (12 bits) são mantidos, e se houverem dois bytes, os três primeiros dígitos codificados (18 bits) são mantidos. O caractere '=' pode ser adicionado para que o último bloco codificado possua 4 caracteres. Assim, quando o último grupo contiver um octeto, os 4 bits menos significativos do grupo final de 6 bits são zero; e quando o último grupo contiver dois octetos, os dois bits menos significativos do grupo de 6 bits são zero.